# Clelia Merloni
Clelia Merloni (Forlì, 10 de marzo de 1861 – Roma, 21 de noviembre de 1930) fue una religiosa católica italiana, fundadora de las Apóstoles del Sagrado Corazón de Jesús. Es venerada como beata en la Iglesia católica.

## Biografía
Clelia Merloni nació en Forlì el 10 de marzo de 1861. Sus padres fueron Teresa Brandelli y Gioacchino Merloni. A los 33 años, el 24 de abril de 1894, junto a su amiga Elisa Pederzini, Clelia decide ir a Viareggio con el fin de dar inicio a un nuevo instituto cuyo objetivo era propagar la devoción al Sagrado Corazón de Jesús. A las dos religiosas se unió más tarde Giuseppina D'Ingenhein. El 30 de mayo de 1894, el sacerdote Serafino Bigongiari inauguró el nuevo instituto que tomó el nombre de las Apóstoles del Sagrado Corazón de Jesús. Aparte de esta actividad, Clelia añadió al carisma del instituto las escuelas para niños pobres, orfanatos y casas de acogida para ancianos. Para ello recibió la ayuda económica de su padre. Además, las religiosas fueron autorizadas a dar catecismo a los niños en los locales de la iglesia de la Santísima Anunciación.
A la muerte de su padre, Clelia y sus religiosas se vieron obligadas a abandonar la casa de Viareggio. Sin embargo, el instituto no desapareció, gracias a la ayuda del obispo de Piacenza y fundador de los Misioneros de San Carlos, Juan Bautista Scalabrini. De esa manera, Clelia, con la ayuda de Scalabrini, se dedicó a la expansión de las Apóstoles del Sagrado Corazón, llevando el instituto a Estados Unidos y Brasil. Añadió además a su carisma, la atención de inmigrantes italianos en esas naciones. Clelia Merloni murió a la edad de 69 años en Roma, el 21 de noviembre de 1930.

## Culto
El 20 de mayo de 1945, el cuerpo de la religiosa fue solemnemente transferido a la iglesia de Santa Margarita de Alacoque en la casa general de las Apóstoles del Sagrado Corazón. Las apóstoles pidieron a la diócesis de Roma la apertura del proceso de beatificación de Clelia Merloni en 1988. De ese modo, en dicha diócesis de dio la apertura del proceso el 18 de mayo de 1990. La fase diocesana terminó el 1 de abril de 1998.
El 1 de diciembre de 2016 es declarada venerable por el papa Francisco. Este mismo pontífice firma el decreto para la beatificación el 27 de enero de 2018. La ceremonia fue presidida por el cardenal Giovanni Angelo Becciu, prefecto de la Congregación para las Causa de los Santos, en la Archibasílica de San Juan de Letrán, el 3 de noviembre de 2018.